# Megalothorax carpaticus
Megalothorax carpaticus je druh chvostoskoka rodu Megalothorax, který byl objeven na Slovensku v roce 2013.
Jedinci toho druhu byli objeveni ve Slovenských jeskyních. Přizpůsobení tvaru a struktur na povrchu těla na jeskynní prostředí nejsou u něj výrazné a předpokládá se, že obývá i půdu na povrchu mimo jeskyní. Je dobře adaptovaný na život v jeskyních, například i díky zřetelně prodlouženým drápům na nohách. Ty jim umožňují snadnější pohyb po kluzkém povrchu a po hladině vody. Jeho velikost je méně než 0,5 mm.